# Maestro di Fossato

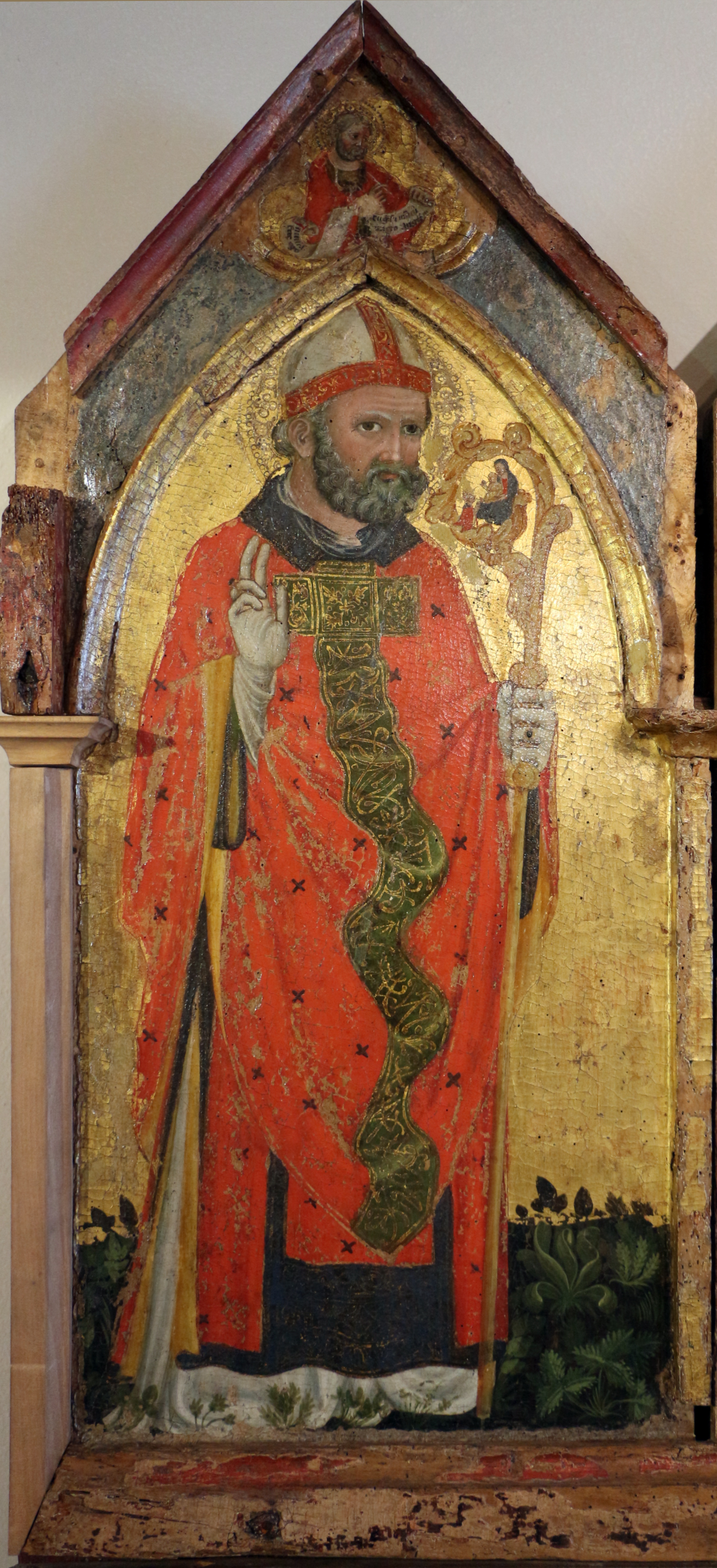
San Facondino, elemento del polittico c. 100-1415

Il Maestro di Fossato (fl. XIV-XV secolo) è stato un pittore italiano, attivo alla fine del XIV e all'inizio del XV secolo, che lavorò essenzialmente nelle città dell'Umbria e dipingeva in stile tardogotico.

## Biografia
Gli sono stati attribuiti dipinti presenti nell'Oratorio di Santa Maria della Piaggiola a Fossato di Vico, nella chiesa di Santa Maria in Campis a Foligno, nella chiesa parrocchiale di Grello, e un Polittico di San Facondino presente nella Pinacoteca di Gualdo Tadino. Dipinse una Crocifissione esposta nella Pinacoteca di Fabriano.